# Алтынсаринский район
Алтынса́ринский район (каз. Алтынсарин ауданы, до 1991 года — Убага́нский) — административно-территориальная единица в Костанайской области Казахстана. Административный центр района — село Убаганское.
Район был образован как Убаганский в 1935 году, но с 1963 по 1985 гг был частью Костанайского района. Убаганский район был переименован в честь Ибрая Алтынсарина в 1991 году.

## Физико-географическая характеристика

### Географическое положение
Алтынсаринский район находится в северо-восточной части Костанайской области. На севере район граничит с Мендыкаринским районом, на северо-востоке — с Сарыкольским районом, на юго-востоке — с Карасуским районом, на юге — с Аулиекольским районом, на западе — с Костанайским районом.
Район расположен в междуречье Тобола и Убагана. Почвы — чернозёмы. Рельеф равнинный, преобладающие высоты 150—200 м над уровнем моря. Полезные ископаемые: глины, бокситы, бурые угли.

### Климат
Климат континентальный, зима холодная, лето умеренно-жаркое. Средние температуры января −17—18°С (в отдельные годы ниже −40°С), июля 21°С-22°С (в отдельные годы выше 37°С). Среднегодовое количество осадков — около 250—300 мм.

### Гидрография
Гидрографическая сеть включает среднее течение реки Убаган на востоке, северную часть озера Кушмурун, многочисленные большие и малые озёра на юго-востоке (Талы, Байжарык, Узынколь и другие).

### Флора и фауна
Растительность разнотравная с примесью ковыля. Северо-запад района занят Аракарагайским сосновым бором, северо-восток — берёзовыми лесами Сарыкольского лесного хозяйства. Обитают волк, лиса, заяц, реже — лось, белка; из птиц: беркут, коршун, летом на побережье рек и озер — гусь, утка, бекас, лебедь и другие.

## История
29 декабря 1935 года Алтынсаринский район образован в составе Актюбинской области из юго-восточной части Кустанайского района и южной части существовавшего Убаганского района (с центром в селе Урицкий) как Убаганский район с центром в селе Большая Чураковка. 29 июля 1936 года передан в Кустанайскую область.
2 января 1963 года Убаганский район был упразднён, а его территория вошла в состав вновь образованного Кустанайского сельского района.
9 октября 1985 года Указом Президиума Верховного Совета Казахской ССР Убаганский район был вновь образован из земель Кустанайского, Урицкого и Семиозёрного районов (центр — село Убаганское). В состав Убаганского района вошли 12 сельских советов: Больше-Чураковский, Владимировский, Димитровский, Маяковский, Силантьевский, Совхозный, Щербаковский, Докучаевский, Лермонтовский, Новоалексеевский, Свердловский и Приозёрный.
Постановлением Президиума Верховного Совета Республики Казахстан № 751 от 5 июля 1991 года Убаганский район был переименован в Алтынсаринский в честь великого казахского педагога-просветителя Ибрая Алтынсарина, который родился на территории района.

## Население
По данным Бюро национальной статистики РК численность на 2024 год составляет 12320 человек.
| Численность населения | Численность населения | Численность населения | Численность населения | Численность населения | Численность населения | Численность населения | Численность населения | Численность населения | Численность населения |
| 1939                  | 1959                  | 1979                  | 1989                  | 1999                  | 2000                  | 2001                  | 2002                  | 2003                  | 2004                  |
| --------------------- | --------------------- | --------------------- | --------------------- | --------------------- | --------------------- | --------------------- | --------------------- | --------------------- | --------------------- |
| 21 412                | ↘19 931               | ↗22 994               | ↗24 222               | ↘20 367               | ↘19 598               | ↘18 993               | ↘18 316               | ↘17 731               | ↘17 176               |
| 2005                  | 2006                  | 2007                  | 2008                  | 2009                  | 2010                  | 2011                  | 2012                  | 2013                  | 2014                  |
| ↘16 568               | ↘15 980               | ↘15 780               | ↘15 475               | ↗15 738               | ↘15 569               | ↘15 417               | ↘15 150               | ↘15 042               | ↘14 971               |
| 2015                  | 2016                  | 2017                  | 2018                  | 2019                  | 2020                  | 2021                  | 2022                  | 2023                  | 2024                  |
| ↘14 777               | ↘14 661               | ↘14 432               | ↘14 114               | ↘13 846               | ↘13 498               | ↘13 331               | ↘12 590               | ↘12 434               | ↘12 320               |

Национальный состав (на начало 2019 года):
- казахи — 5308 чел. (38,34 %)
- русские — 5226 чел. (37,74 %)
- украинцы — 1641 чел. (11,85 %)
- немцы — 732 чел. (5,29 %)
- татары — 256 чел. (1,85 %)
- белорусы — 209 чел. (1,51 %)
- другие — 474 чел. (3,42 %)
- Всего — 13 846 чел. (100,00 %)

## Административно-территориальное деление
В Алтынсаринский район входит 3 села и 6 сельских округов, в составе которых находится 25 сёл:
| Сельский округ                      | Населённые пункты                                                                           |
| ----------------------------------- | ------------------------------------------------------------------------------------------- |
| Большечураковский сельский округ    | село Большая Чураковка, село Осиповка, село Новониколаевка, село Приозёрное, село Кубековка |
| Димитровский сельский округ         | село Танабаевское, село Воробьёвское                                                        |
| Сельский округ имени Ильяса Омарова | село имени Ильяса Омарова, село Жанасу, село Докучаевка, село Шокай                         |
| Село Красный Кордон                 | село Красный Кордон                                                                         |
| Сельский округ им. Омара Шипина     | село Первомайское, село Темир-Казык                                                         |
| Село Новоалексеевка                 | село Новоалексеевка                                                                         |
| Село Свердловка                     | село Свердловка                                                                             |
| Убаганский сельский округ           | село Убаганское, село Силантьевка, село Бирюковка, село Зуевка, село Малая Чураковка        |
| Сельский округ им. М. Хакимжановой  | село Щербаково, село Сатай, село Коскудук, село Басбек                                      |

## Экономика
Население занято в основном в сельскохозяйственном производстве. Территорию района пересекает железная дорога Костанай — Кокшетау — Карасук и автомобильная дорога Костанай — Кокшетау — Карасук.

## Культура
В Алтынсаринском районе находится 7 памятников истории и культуры местного значения, охраняемые законом, также 14 библиотек и 11 клубных учреждений.